# Nyck de Vries
Hendrik Johannes Nicasius „Nyck” de Vries (n. 6 februarie 1995, Uitwellingerga⁠(d), Súdwest-Fryslân⁠(d), Provincia Frizia, Țările de Jos) este un pilot de curse auto neerlandez. A câștigat Campionatul Mondial de Formula E 2020-21 și Campionatul Mondial de Formula 2 FIA 2019, precum și Campionatele Mondiale de Karting din 2010 și 2011. A semnat integrat în programul de tineri piloți al McLaren din ianuarie 2010 până în mai 2019. de Vries și-a făcut debutul în Formula 1 în septembrie 2022, ca înlocuitor pentru Williams la Marele Premiu al Italiei din 2022. S-a alăturat Scuderiei AlphaTauri pentru sezonul 2023, dar s-a despărțit de echipă după Marele Premiu al Marii Britanii din 2023 (a zecea cursă din acel sezon de 22 de curse).
Începând cu 2017, a concurat în Campionatul de Formula 2 FIA. El a obținut cinci podiumuri în anul de debut. A câștigat prima sa cursă în sprintul de la Monaco. Cu performanța sa, a terminat pe locul 7 la sfârșitul anului. La sfârșitul sezonului, a semnat cu echipa Prema Racing, unde a concurat ca coechipier al lui Sean Gelael. În acel an, a câștigat două evenimente principale și unul de sprint și, de asemenea, a urcat pe podium de șase ori. A ocupat locul 4 în clasamentul general la finalul sezonului. În 2019, a devenit pilotul ART Grand Prix, ca coechipier al lui Nikita Mazepin. A avut o performanță convingătoare în sezon: patru victorii și douăsprezece podiumuri în cursa principală a Marelui Premiu al Rusiei, unde a luat și steagul în carouri pe primul loc,  și și-a asigurat titlul individual de campionat mondial.